# Островно (озеро, Дубровская волость Себежского района)
Островно (Островно II) или Островенское — озеро в муниципальном образовании сельское поселение «Себежское» (Дубровская волость) Себежского района Псковской области, к северу от Себежского озера.
Площадь — 0,9 км² (86,75 га, с островами — 90,79 га). Максимальная глубина — 14,6 м, средняя глубина — 6,8 м. Площадь водосборного бассейна — 6,14 км².
На берегу озера расположены деревни: Островно, Шкигино.
Сточное. Относится к бассейнам рек-притоков: Лосьма, Исса, Великая, Нарва (река).
Тип озера плотвично-окуневый. Массовые виды рыб: щука, плотва, окунь, ерш, лещ, красноперка, караси золотой и серебряный, линь, пескарь, язь, вьюн, щиповка; широкопалый рак (единично).
Для озера характерны: в литорали и сублиторали — ил, песок, заиленный песок, камни; в профундали — ил, заиленный песок, камни; есть сплавины; в прибрежье — луга, леса, болото.